# Czetter Sámuel
Czetter (Tzetter) Sámuel (Felpéc, 1765. június 12. – 1829 után) rézmetsző.

## Élete
Német anyanyelvű családból származott. Szülei: Tzetter Gottfried evangélikus lelkész és Kornuch Mária. 1952-ig úgy tudták a művészettörténészek, hogy Orosházán született, mert műveit “orosházi fi Czetter, Tzetter, Zetter” aláírással, illetve “Oroshaziensis, vagy “ex Comit Bekesiensi” jelzővel látta el. Ifj. Koszorus Oszkár kutatásai adnak választ arra a kérdésre, miért használta Czetter Sámuel az “Orosházi fi” jelzőt. Kazinczy javaslatára vette fel:

„Éppen ez a baj Czetterrel, kit arra kértem, hogy a Czetter nevet rúgja el magáról, s nevezze magát Orosházinak.”

– Kazinczy

Czetter a bécsi Képzőművészeti Akadémián tanult, Jacob Matthias Schmutzer tanítványa volt. Tanulóévei alatt gróf Balassa Ferenc és Görög Demeter segítették. Első rézmetszetét 1786-ban készítette Az álom címmel, Dürer után. Tanulmányait 1793-ban fejezte be. Legelső művei a Görög-féle Hadi és Más Nevezetes Történetek-ben láttak napvilágot. Elkészítette Venusz diadalma című metszetét. Ezt megelőzően 25 ismert munkája létezett. A pontosan dolgozó művészt nehéz feladatokkal bízták meg: ”figurális kompozíciókkal” ismert alkotók, pl. A. Flor, B. Lampi, Dürer, Lebrun, Maulbertsch, Rubens, Stunder, Frd. Wagner viseletrajzainak, tájképeinek, portréinak rézkarcként történő sokszorosításával.
1798-tól fennmaradt leveleiben gyakran utal szűkös anyagi helyzetére, de ezek a levelek a megrendelőihez szólnak, így előfordulhat, hogy csak a fizetést akarta gyorsabbá tenni.
Valószínűleg soha nem dolgozott Magyarországon, mert egyik művét sem szignálta itt.
1805-ben az Egyetemi Nyomda kurátorától, Sághy Ferenctől 10 metszet készítésére kapott megbízást: az Officium Rakóczianum, a Liliom Kertecske és az Ájtatos Imádságok új kiadásaihoz. A kortárs művészek közül Falka Sámuellel ápolt szoros kapcsolatot.
1809-ben Moszkvába ment és Sándor cár udvarában tevékenykedett. Feltételezések szerint ott vagyont és őrnagyi rangot szerzett (Karacs Teréz szerint). Karacs Teréz édesapja, Czetter tanítványa volt. Czetter valószínűleg Oroszországban halt meg. Más vélemények szerint 1821-ben hazajött és 1829-ig élt.
Az Oroszországban készült metszeteit csak leírásokból ismerhetjük meg. Ott is könyvillusztrációkat, arcképeket, idegen minta alapján tájképeket alkotott. 1819-ben készítette el a Kreml látképét. Nem maradt róla arckép.

## Metszeteinek csoportosítása
Kb. 15 háborús-katonai illusztráció (ágyúállások, ágyútípusok, regement- és granatéros képek, harci tudósítások). Ezek főleg a török elleni harcokat bemutató tudósításokhoz szolgáltak illusztrációként.
Portré  35 db, ezek 1793 után készültek. Legismertebbek: gróf Teleki Sándor, Báróczi Sándor, Dugonics András, Baróti Szabó Dávid, Schedius Lajos és Rhédey Lajos portréja.
Térképek.

## Metszetei
1. Az álom (Dürer után 1786).

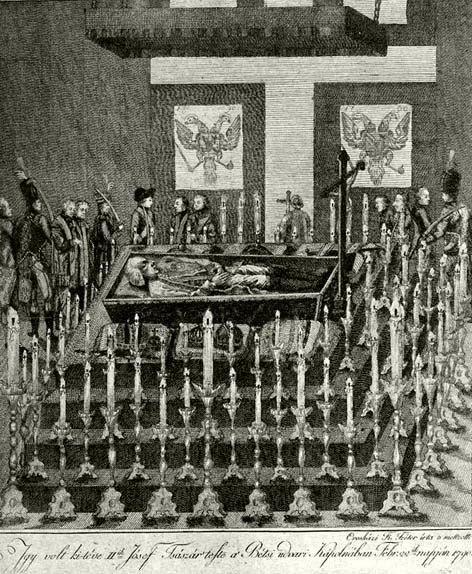
II. József ravatala. Czetter Sámuel rézmetszete 1790-ből. Hadi és más nevezetes történetek II.

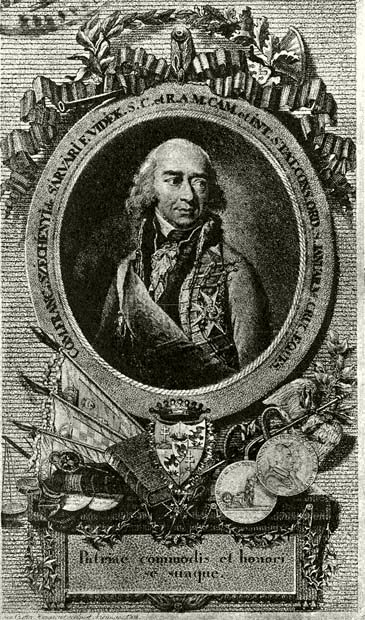
Gróf Széchényi Ferenc (Czetter Sámuel rézmetszete 1798-ból)

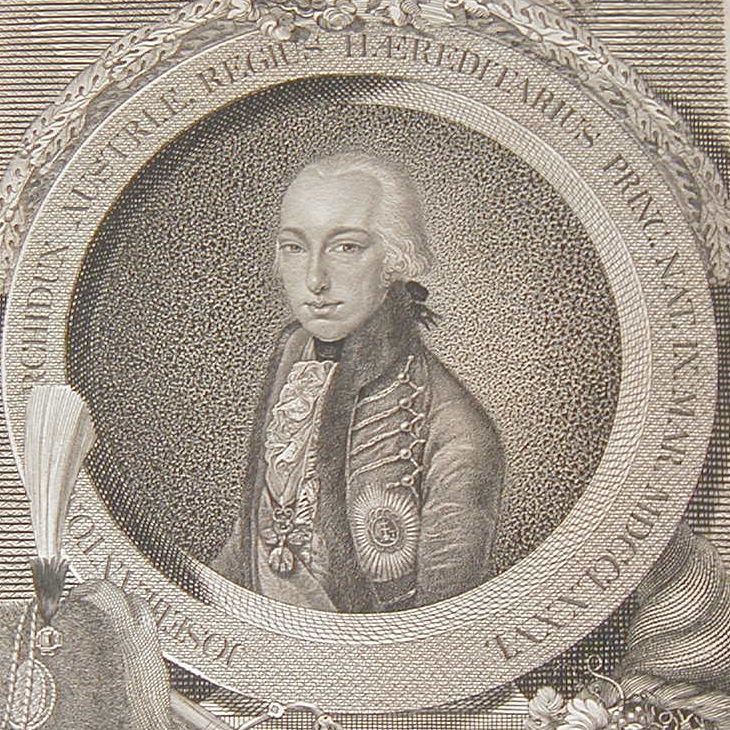
Czetter Sámuel: Josef Anton Archidux.

2. Tájkép  Gezeichnet von Veirotter geaetzt von  Tzetter, 1788.
3. Táj katonákkal (jelzés ugyanaz)
4. Alexandre et Campaspe «Ebauche par PP Rubens. Sam. Czetter Hungarus  sculpsit».
5. Gróf Gréven regementje. Kotzka rajza után (Hadi és más nevezetes történetek 1789. I.)
6. Tábori ágyúk (uo.)
7. Mozsárágyúk (uo.)
8. Gróf Pállfy Granaterosai «Orosházi Fi Tzetter írta s metzette 1789» (uo.)
9. Herczeg Esterházy Miklós Granaterosai (u.a. más színezéssel, uo.)
10. Két ágyús Batteria. Mozsár Batteria. (uo.)
11. A Mártinjesti táján esett ütközet hellyeinek ábrázolása. Térkép, jobbra fenn jelenet (uo.)
12. Nándorfejérvára Zimon felől lett Ostromlásának ábrázolása 1789. «Orosházi Fi Tzéter írta s mettzette» (uo.)
13. Egy háromfontos tábori ágyú és legénysége. «Orosházi Fi Tzeter metzette 789» (uo.)
14. Gyújtó golyóbis. Tűz lapda (uo.)
15. Uj Orsova és az azt ostromló tábor fekvése, 1789. (Térkép, uo.)
16. Blokház «Orosházi Fi Tzéter» metzette (uo.II.)
17. Gr. Károlyi Granaterosai (uo. II.) (u.a. mint 8. sz.)
18. Konstantinápoly «Kézdi Vásárhelyi Fi Kováts Józsiás írta Orosházi Fi Tzéter metzette» (Térkép uo. II.)
19. Illyen öltözetben jelentek meg némely Magyar Fő asszonyságok az ország szélén a Bécsből haza jövő Koronának fogadására. Febru. 18.-ik napján 1790-ik eszt.
20. Így volt ki téve II-ik József Tsászár teste a Bétsi udvari kápolnában Febr. 22.-ik napján 1790. «Orosházi Fi Tzéter metzette 1790». (uo.)
21. A Tsászári s királyi lakóhelyek fekvése. Bétsben «Tzetter írta, s metzette 1790. sept». (Térkép uo. III.)
22. A Szent István templomában II. József Tsászár halálára készített Gyász-alkotvány Bécsben 1790-ik esztendőben Hefele találta. “Orosházi Fi Tzetter metszette” (uo.)
23. A Mária Theresia nevű Fregatt “Orosházi Fi Tzetter metzette 1790.” (uo.)
24. Címlap. (Cat. Biblioth. Com. Fr. Szechenyi, Sopron, 1790.)
25. Sigilium Croviacum (Koppi: Jus Electionis, Bécs, 1790).
26. Hg. Esterházy Antal Gránaterosai. Hadi és Más nevezetes történetek (uo. mint 8. sz.)
27. Gr. Wurmser regementje. (uo.-u.a. 5.sz.)
28. Neptun és Galathea. Maulpertsch után 1792.
29. Consummatum est! «C Lebrun pinxt Sam. Tzetter sc. Viennae, 1793».
30. Venus Diadalma. Gr. Balassa Ferentz Urnak. ajánlja Tzetter Sámuel Orosházi fi 1793. (Maulbertsch után)
31. Kis-Vitzay Jósef Torna Várm. és Kassa …Orvosa «Szekeres pinxit, 1793. sculps Viennae Sam Czetter, Oroshaziensis». (Minerva 1827, III. negyed).
32. Josepha Comitissa Karolyi «Sculpsit Sam. Tzetter Oroshaziensis ex Comit. Békésiensi. 1794».
33. Krisztus a kereszten «Czetter sculpsit» (Off. Rakóczianum, Buda, 1794).
34. Sam. S.R.I. Com. Teleki de Szék. etc. «Sam. Tzetter Hungarus sc. 1796». (Biblioth. Sam. Teleki de Szék pars prima 1796.) Hickel képe után.
35. Gróf Teleki Domokos «Sam. Czetter Hungarus sculps. Viennae». (Gr. Teleki Domokos egynéhány hazai utazások leírása, Bécs, 1796).
36. Tornya, István Tornya Oppidum in Comitatu Csanadiensi, Sumptibus Illustrissimi Domini Stephani Marczibányi de Pucho. «Emericus Marczybányi de Pucho delineav Joan Tzetter Hungarus sculpsit, Viennae, 1796».
37. József főhg. «Sam Tzetter, Oroshaziensis del. et sc Viennae, 1796» (Vályi: Magyar Országnak Leírása 1796, I.).
38. Josef Anton Archidux Austriae. etc. Jos. Frid.Wagner ad Vivum pinx Budae Majo 1796. Sam Tzetter Oroshaziensis sculp. Viennae, 1796.
39. Bárótzi Sándor Sam. Czetter Hung. sculp. Viennae, 1797.
40. Dugonics András királyi oktató etc. «Festette Pesten Vagner 1797, mettzette Bécsben Czetter Sam. Orosházi fi 1797».
41. U.a. 1. állapot a keret is pontozó, felette a koszorú és harsona eltérő.
42. U.a. Vályi András kiadása.
43. Josephus S. R. E. Card. S. R. J. Princ. A Batthyan A. Ep. Stri. Pri. R. H. Primas et Primus etc. «Samuel Hungarus ex Com. Bekesiensi del. et sculspit, Viennae, 1797».
44. Josephus S.R.E. Cardinalis S.R.I. Princzeps a Batthyany Archi Episcopus Strigoniensis Primas Regni Hungariae. »Pinxit Pestini Anton Flor, sculpsit Samuel Czetter Hungarus Viennae, 1798«. (Vályi: Magyar Országnak Leírása, 1799. II.)
45. Vályi András: Wagner után 1797. (Dugonics: Szerecsenek 1798).
46. Mart. Georg. Kovachitz Phil. D. E. Cam. Regestr. etc. «Origin Excell. Com. Franc. Széchenyi pinxit Schmidhammer Budae, 1793, Sculp Czetter, Viennae, 1798»
47. Comes Franc. Széchenyi etc. «Sam Czetter Hungarus sculpsit, Viennae, 1798». (Vályi: Magyar Országnak Leírása, 1799. III.)
48. Baróti Szabó Dávid V. G. Kieninger delt. S. Tzetter sct. 1798. (B. Sz. D. Költeményes munkái, 1802, Komárom.)
49. Civi Patriae, Ferventissimo... senatori prix. opp. Ketskemét Nobili D. N. O. Gregorio  Ferentzi Dedicarunt. Filii. Obeunti. Die XXVI. Novembris. Aetatis Suae. Sexagesimo. Seto. MDCCXCVIII. “Steph. Kotzka delineavit Sam. Czetter sculp. Viennae”.
50. Terstyánszky Dániel «j. Frd. Vagner pinxit Budae, Sam. Czetter Hungarus sculpsit Viennae, 1798»
51. Gyöngyössy János «Czetter sculps.» 1803.
52. Schedius tanár «J. Stunder Pinx. Czetter sculp.»
53. Somsich «Batta Lampi pinxit 1785, Sam Czetter sculpsit, Viennae», 1803.
54. Das Koenigreich Ungarn nach seiner natürlichen und politischen Ansicht. «Verkleinert von Aug. Hornbostel, Gestochen von Sam. Czetter». (Bredetzki Beyträge z. Topogr. d. Königr. Ung. Bécs, 1803, II.).
55. Hg. Esterházy Miklós «Blanchard Effigiem pixit Romae, 1795. a Chr. Kallainer del. Sam. Czetter Hungarus sculps. Viennae, 1804».
56. Jos. Bened. Condé de Póka-Telek etc. «A. Ch. Kalliner del. sculps. Viennae, Sam. Czetter Hungarus Oroshaziensis, ex. Com. Békésiensi 1804». (Szirmay: Hung. in Parabolis 1804).
57. Engel János Keresztély «Siegel pinx. sculps. Viennae, 1805. Sam. Czetter Hungarus». (Bredetzky S. Beyträge zu Topogr. d. Königr. Ung. Bécs 1805. IV.).
58. Kovachich Johanna «Johann Stunder ad vivum pinxit Budae. sculps. Sam. Czetter Hungarus, 1805». Alatta urna két alakkal. «Czetter sculp Kallinauer del».
59. Semsey András «Stunder pinx. sculp Viennae Sam, Czetter Hungarus Oroshaziensis ex. Com. Békésiensi 1805». (Szirmay: Notitia  Com. Ugocsa. Pest, 1805.
60. Allegoria és címlap Falka után. (Ratio Educationis 1806).
61. Gr. Bethlen Gergely «A. Ch. Kallianer del. 1806, sculpsit Viennae. Sam. Czetter  Hungarus Oroshaziensis ex Comitat. Békésiensi».
62. Maria «S. Czetter sculp. Viennae, 1806».
63. Vilt József püspök. «A. G. Rähmel pinx. sculpsit Samuel Czetter Hungarus».
64. Verhovácz Miksa püspök «V. Kininger delt. Sam. Czetter sc».
65. Darstellung der Grabstätter... Üröm... etc. (Oroszul is). «Sam Czetter Hungarus sculp.» (Színezett.)
66. Gr. Bánffy György «sculps. Viennae Sam. Czetter Hungarus».
67. I. Ferenc. «Gravé par S. Czetter a Vienne».
68. Festetich Antal. «J. Stunder pinx. Sam. Czetter sculp. Viennae».
69. Szent István felajánlja a koronát Máriának. «Czetter sc.»
70. Károlyi József. «Hess Hung. Pinx. Sam. Czetter Hungarus sculp. Viennae».
71. Gottfried von Kéler «Czetter sc.»
72. Br. Piacsek Károly epitáphiuma «Sculps. Sam Czetter Hungarus».
73. Rhédei Lajos. «Sam. Czetter Hungarus sculps. Viennae».
74. Com. Arvensis (Korabinski: Atlas Reg. Hung. LX. tábla. Prixner, Berken és Czetter metszették.1805)
75. Com. Liptoviensis. (uo.)
76. Com. Thurótziensis (uo.)
77. Com. Honthiensis (uo.)
78. Com. Neogradiensis (uo.)
79. Com. Jauriensis (uo.)
80. Com. Comaromiensis (uo.)
81. Com. Baranyiensis (uo.)
82. Com. Scepusiensis (uo.)
83. Com. Gömöriensis (uo.)
84. Com. Marmarus (uo.)
85. Com. Solthensis (uo.)
86. Com. Soproniensis (uo.)
87. Com. Mosoniensis (uo.)
88. Com. Posoniensis (uo.)
89. Com. Pestiensis (uo.)
90. I. Sándor bevonulása Moszkvába 1809. december 6-án.
91. Címlap (S. J. Gorjuskin Chr. Steltzer egy Moszkvában, 1811-ben megjelent könyvéhez).
92. J. W. Hassler (Két változatban, J. F. Wagner után, az egyik változat datált: 1818).
93. A Kreml Jos. Dietrich után 1819.
94. J. J. Gallikoff. 1829, orosz jelzéssel.
95. Metszetek orosz növénytani munkákhoz.